# Алекс Каллінікос
Алекс Теодор Каллінікос (англ. Alex Callinicos повне ім'я Alexander Theodore Callinicos; нар. 24 липня 1950, Південна Родезія) — британський троцькіст, член Центрального комітету Соціалістичної робітничої партії.

## Біографія
В 1979 році захистив дисертацію в Оксфорді. Займав посаду професора політичних наук в Університеті Йорка, поки не був переведений в 2005 році на посаду професора європейських досліджень в Королівський коледж (Лондон). Входить до редакції журналу «International Socialism».
У період Другої світової війни його батько був активістом грецького руху спротиву нацистській окупації. Мати належала до британського аристократичного сімейства Дальберг-Ектон. У 1977 році Алекс Каллінікос одружився з Джоанні Седдон, яка тоді закінчувало докторантуру в Оксфорді.
Каллінікос вперше долучився до соціалістичного руху під час навчання в коледжі «Балліола» (Оксфордський університет). Тоді він почав писати для видань британської організації «Міжнародних соціалістів» як аналітик студентського руху. Незабаром у лівих і академічних колах він став визнаним фахівцем із Південної Африки та творчості Луї Альтюссера. На початку 1980-х Каллінікос обирається в Центральний комітет Соціалістичної робітничої партії.
Каллінікос у вересні 2000 року брав участь у контр-саміті в Празі, де в цей час проходив саміт МВФ і Світового банку, а в червні 2001 року — в демонстрації проти Великої вісімки в Генуї. Також він бере участь в організації Європейських соціальних форумів . Аналізував різні течії і перспективи антиглобалізму/альтерглобалізму в книзі «Антикапіталістичний маніфест».

### Книжки
- 1977: Southern Africa After Soweto (with John Rogers) (London: Pluto Press).
- 1981: Southern Africa After Zimbabwe (London: Pluto).
- 1982: Is There a Future for Marxism? (London: Macmillan).
- 1983: Marxism and Philosophy (Oxford Paperbacks) (Oxford: Clarendon).
- 1983: The Revolutionary Ideas Of Karl Marx (London: Bookmarks).
- 1985: South Africa: The Road to Revolution (Toronto: International Socialists).
- 1985: The great strike: the miners' strike of 1984-5 and its lessons (London: Socialist Worker).
- 1986: The Revolutionary Road to Socialism (London: Socialist Workers Party).
- 1987: The Changing Working Class: Essays on Class Structure Today (with Chris Harman) (London: Bookmarks).
- 1988: South Africa Between Reform and Revolution (London: Bookmarks).
- 1988: Making History: Agency, Structure, and Change in Social Theory (Ithaca, N.Y.: Cornell University Press).
- 1990: Trotskyism (Minneapolis: University of Minnesota Press).
- 1991: The Revenge of History: Marxism and the East European Revolutions
- 1991: Against Postmodernism: a Marxist critique (Cambridge: Polity Press).
- 1994: Marxism & The New Imperialism (London; Chicago: Bookmarks).
- 1995: Theories and Narratives (Cambridge: Polity Press).
- 1995: Race and Class (London: Bookmark Publications).
- 1995: Socialists in the Trade Unions (London: Bookmarks).
- 1999: Social Theory: Historical Introduction (New York: New York University Press)
- 2000: Equality (Themes for the 21st Century S.) (Cambridge: Polity Press).
- 2002: Against The Third Way (Cambridge: Polity Press).
- 2003: An Anti-Capitalist Manifesto (Cambridge: Polity Press).
- 2003: New Mandarins of American Power: The Bush Administration's Plans for the World (Cambridge: Polity Press).
- 2006: The Resources of Critique (Cambridge: Polity).

### Переклади українською
- Живе й віджите у філософії Альтюссера [Архівовано 18 квітня 2021 у Wayback Machine.] // Спільне, 12 березня 2017.